# ویلیام توماس وارد
ویلیام توماس وارد (انگلیسی: William Thomas Ward; ۹ اوت ۱۸۰۸ – ۱۲ اکتبر ۱۸۷۸) سیاست‌مدار اهل ایالات متحده آمریکا بود.